# Melvin Douglas
Melvin Lavon Douglas  (* 21. srpna 1963 Topeka, Kansas) je bývalý americký zápasník – volnostylař afroamerického původu. Zápasit začal vrcholově na Oklahomské univerzitě v roce 1982, jako několikanásobný mistr středních škol státu Kansas ve volném stylu. Titul amerického mistra získal poprvé v roce 1988 a v roce 1989 se poprvé představil na mistrovství světa. V roce 1992 se do americké olympijské nominace na olympijské hry v Barceloně nevešel. V roce 1993 získal dodatečně titul mistra po diskvalifikaci Íránce Abbáse Džadídího. V roce 1996 uspěl v americké olympijské nominaci pro olympijské hry v Atlantě. Ve třetím kole prohrál s Macharbekem Chadarcevem z Ruska a skončil na 7. místě. V roce 2000 si v 37 letech vybojoval druhou účast na olympijských hrách v Sydney, ale nepostoupil z těžké základní skupiny. Sportovní kariéru ukončil v roce 2003. Věnuje se trenérské práci.